# Музеби III (Рагуза)
Музеби III је насеље у Италији у округу Рагуза, региону Сицилија.
Према процени из 2011. у насељу је живело 21 становника. Насеље се налази на надморској висини од 411 м.